# Valerie Jarrett
Valerie Jarrett  (Siráz, 1956. november 14. –) amerikai jogász, Obama elnök vezető tanácsadója.

## Élete
Jarrett apja, James Bowman patológus és genetikus orvos volt, aki az 1950-es években egy amerikai segélyprogram keretében az iráni Sirázban dolgozott egy gyermekkorházban. Anyja, Barbara Taylor Bowman szakíró volt a kisgyermekkori oktatás témakörében. Valerie Bowman a család sirázi tartózkodása során született. A család 1961-ben egy évig Londonban élt, majd visszaköltöztek az Egyesült Államokba, és Chicagóban telepedtek le.
1978-ban elvégezte a Stanford Egyetem pszichológia szakát, majd a Michigani Egyetemen jogi végzettséget szerzett 1981-ben. Ezután 1987-ig különböző ügyvédi irodákban dolgozott jogászként. 1983-ban összeházasodott William Robert Jarrett-tel.
Valerie Jarrett1987-től Harold Washington chicagói polgármester adminisztrációjában dolgozott jogtanácsosként. A polgármester még abban az évben meghalt; helyébe Richard M. Daley lépett, Jarrett pedig az új polgármester kabinettfőnök-helyettese lett. Ezekben az években ismerkedett meg az Obama házaspárral. 1992-től 1995-ig a város Tervezési és Településfejlesztési Hivatalát vezette.1995-től 2008-ig a Habitat Company nevű ingatlancégnél dolgozott, amelynek 2007-ben ügyvezető igazgatója lett.
Miután Obama megnyerte a 2008-as elnökválasztást, Jarrett befolyásos pozíciót kapott a Fehér Házban: elnöki főtanácsadói rangban a kormányközi és a lakossági kapcsolatokért felelős, valamint ő a Fehér Ház nők és leányok helyzetével foglalkozó tanácsának vezetője.